# بنجامين روبنز
بنجامين روبنز (بالإنجليزية: Benjamin Robbins)‏ هو سياسي نيوزلندي، ولد في 1857 في كندا، وتوفي في 20 يناير 1953. حزبياً، نشط في حزب العمال النيوزيلندي.